# Kelurahan Cipedak
Kelurahan Cipedak är en administrativ by i Indonesien.   Den ligger i provinsen Jakarta, i den västra delen av landet, 16 km söder om huvudstaden Jakarta.